# Louis Clarke
Louis Clarke   (Statesville, 23 de novembre de 1901 - Fishkill, 24 de febrer de 1977) va ser un atleta estatunidenc que va competir durant la dècada de 1920.
Clarke, que era jueu, va estudiar a la Johns Hopkins University i el 1923 guanyà el títol de les 100 iardes de la NCAA. El febrer de 1924 va establir el rècord del món indoor de les 100 iardes amb un temps de 9.8 segons.
El 1924 va prendre part en els Jocs Olímpics de París, on va guanyar la medalla d'or en els 4x100 metres relleus del programa d'atletisme. Va compartir equip amb Loren Murchison, Frank Hussey i Alfred LeConey.

## Millors marques
- 100 metres llisos. 10.7" (1924)
- 200 metres llisos. 21.5" (1924)
- 4x100 metres llisos. 41.0" (1924) Rècord del Món[3][4]